# Iris sibirica
Iris sibirica ( znana tudi kot sibirski iris, sibirska zastava, sibirska perunika ali močvirska perunika ) je vrsta iz roda iris. Je korenikasta zelnata trajnica iz Evrope (vključno s Francijo, Italijo, Švico, Avstrijo, Češko, Slovaško, Nemčijo, Madžarsko, Poljsko, Romunijo, Bolgarijo, nekdanjo Jugoslavijo-tudi s Slovenijo, Belorusijo, Estonijo, Latvijo, Litvo, Moldavijo, Ukrajino in severno Evropo). Turčije in Srednje Azije (vključno z Armenijo, Azerbajdžanom in Sibirijo). Ima dolge zelene travnate liste, visoko steblo, 2–5 vijolično-modrih, modrih in občasno belih cvetov. Goji se tudi kot okrasna rastlina v zmernih predelih.

## Opis
Iris sibirica so pogosto zamenjevali z Iris sanguinea, drugo modro cvetočo azijsko vrsto, pri čemer pa ima Iris sanguinea nerazvejana stebla, medtem ko ima Iris sibirica razvejana stebla.
Ima plazeče se korenike (približno 0,9–1,2 cm premera), ki tvorijo gosto pokončno rastlino. Korenike so pokrite z rjavimi ostanki odmrlih listov iz prejšnjih letnih časov. 
Ima zelene trave podobne liste, ki so rebrasti in imajo na dnu lista lahko včasih rožnati odtenek. Zrastejo med 25 - 80 cm dolžine in 0,4 - 0,6 cm širine, običajno so krajši od cvetočih stebel.  Jeseni listje porumeni in nato odmre (pozimi), ter se spomladi ponovno pojavi.
Ima votla, vitka, po številu 1–3 razvejana stebla, ki zrastejo med 50 - 120 cm višine. Stebla nosijo 2–5 (običajno tri) cvetove, ki cvetijo med koncem pomladi in zgodnjim poletjem, med majem in junijem.
Cvetovi rastejo v različnih modrih odtenkih. Od vijolično modre, do modre, in občasno bele.   Cvetovi imajo 6 - 7 cm v premeru.  
Ima 2 para cvetnih listov, 3 velike čašne lističe (zunanje cvetne liste), znane kot "padci" in 3 notranje, manjše cvetne liste (ali kapice ), znane kot "standardi". Povešala jajčasta padca meri 5–7 cm (2,0–2,8 in) dolg in 2–2,5 široki cm, imajo široko (ali vžigalno) belo rezilo ali signal (osrednji del cvetnega lista) s temno modro do vijolično žilico. Bele oblike šarenice imajo odtenek sivke in temnih žil.
Ko iris odcveti, ustvari kratko trmasto semensko kapsulo ki je okroglo trikotna z nizkimi grebeni pod kotom, ki meri 3–4,5 cm za 1–1,3 cm Znotraj kapsule sta dve vrsti semen, ki so tanka, ravna, v obliki velike črke „D“ in temno rjava semena, ki merijo približno 5 mm x 3 mm.

### Naravno okolje
Najdemo ga v vlažnih gozdovih, mokrih travnikih, travnikih ali pašnikih,   trstičjih močvirjih ob jezerih in ob potokih. Običajno pridobijo veliko vlage zaradi taljenja snega v gorah, poplavljanja potokov in namakanja površin ob njih. 

## Ohranjanje
V skladu z merili Rdečega seznama IUCN je „ranljiv“ (VU) (na Češkem, Madžarska, Ukrajina) in je na Slovaškem postal „izumrli“ v naravi (EW). Leta 2014 je bil v Karpatih na Slovaškem "ranljiv". Šteje se, da je na Poljskem redka in ogrožena, v Romuniji pa ne.
V Sloveniji je nekaj naravnih rastišč, tako npr. v Turnišču, ki je z občinskim odlokom tudi zaščiteno.

## Razmnoževanje
Najbolje jih razmnožujemo z delitvijo. Najboljši čas za razdelitev rastlin je sredi poletja do zgodnje jeseni. Ne marajo motenj korenin in jih je treba razdeliti šele, ko središče grudice odmre. Ko pripravljate pregrade za presajanje, jih shranite v vedro vode, da se prepreči njihovo izsuševanje.
Nove rastline je enostavno gojiti, vendar le počasi dosežejo stopnjo, ki proizvajajo cvetje; lahko traja do dve leti, da postanejo dovolj velike, da proizvedejo cvetoča stebla.
Iris lahko gojimo tudi iz semen, pustimo, da se zreli stroki posušijo na rastlini. Nato posušene semenovke odpremo, zberemo semena in jih neposredno zasejemo na prostem zelo pozno poleti ali jeseni.
Nove rastline posadimo z vrhom korenike 3–5cm pod površino tal. Položaj rastline je treba pred roko pripraviti z veliko komposta (ali gnoja), ki ga dodamo v tla in s tem izboljšamo hranljivost. Po sajenju je treba iris dobro zaliti. Sadike so tudi dovzetne za presaditveni šok, to pa lahko zmanjšamo, če nad novo zasajeno rastlino postavimo majhen plastični lonec. To rastlino ščiti naslednjih 3–5 dni. V nekaterih regijah (zlasti v toplih predelih) je treba presaditve v naslednjih 6–8 tednih obilno zalivati.

## Strupenost
Tako kot mnoge druge perunike je tudi večina delov rastline strupena (korenika in listi); če jih pomotoma zaužijemo, lahko povzročijo bolečine v želodcu in bruhanje. Ravnanje z rastlino lahko povzroči draženje kože ali alergijsko reakcijo. Vendar pa iz rastline na Kitajskem pridobivajo užitni škrob, podobno kot Iris ensata. Koren se uporablja tudi za pripravo insekticida in pripravka za izkašljevanje.